# لثوي شبه صامت

لثوي شبه صامت

لثوي شبه صامت (بالإنجليزية: Alveolar approximant)، شبه صامت لثوي جانبي مجهور مستخدم في بعض اللغات المحكيّة، يرمز له بالأبجديّة الصوتيّة الدوليّة بالرمز (ɹ)، وبأبجدية مناهج تقييم الكلام الصوتية الموسعة بالرمز (r\)، في الأبجدية العربية عادة ما يستخدم حرف الراء لكتابته، وفي الأبجدية اللاتينية يقابله الحرف (R).

## ملامح الصوت
الملامح المميزة للثوي الانزلاقي المجهور:
1. مخرج الصوت انزلاقي أو شبه صامت، ينطق مثل الصوائت ويتحدد بصفة كالصوامت.
2. صفة الصوت لثويّة، وهذا يعني أنّ الصوت ينطق بواسطة ملامسة رأس نصل اللسان للقمّة السنخيّة وهي الجزء القاسي من اللثة.
3. الصفة اللفظية مجهور، وهذا يعني أنّ الحبال الصوتيّة تهتز أثناء نطق الصوت.
4. صامت شفتاني، وهذا يعني أن الهواء يخرج من خلال الفم فقط.
5. صامت جانبي، وهذا يعني أنّ الصوت ينطق من خلال توجيه التيار الهواء أثناء خروجه من الفم على جانبي اللسان، وليس فوق مركزه.
6. تقنية تدفق الهواء رئويّة، وهذا يعني أنّ الصوت ينطق الحرف عن طريق دفع الهواء بواسطة الرئتين والحجاب الحاجز فقط، كمعظم الأصوات تقريباً.

## ظهور الصوت
| اللغة    | اللغة                             | الكلمة     | أصد           | المعنى        | ملاحظات                                               |
| -------- | --------------------------------- | ---------- | ------------- | ------------- | ----------------------------------------------------- |
| أرمنية   | لهجة شرقية                        | սուրճ      | [suɹtʃʰ]      | 'قهوة'        |                                                       |
| إنجليزية | في بعض اللهجات الأمريكية          | red        | [ɹ̠ˤʷɛd]       | 'أحمر'        | في بعض اللهجات يستخدم الصوت اللثوي التكراري عوضاً عنه. |
| إنجليزية | لهجة أسترالية                     | red        | [ɹ̠ˤʷɛd]       | 'أحمر'        | في بعض اللهجات يستخدم الصوت اللثوي التكراري عوضاً عنه. |
| إنجليزية | لهجة بريطانية                     | red        | [ɹ̠ˤʷɛd]       | 'أحمر'        | في بعض اللهجات يستخدم الصوت اللثوي التكراري عوضاً عنه. |
| ألمانية  | لهجات ويسترلاند ولهجات سيغنلاند   | Rebe       | [ɹeːbə]       | 'فسيلة كرمة'  |                                                       |
| برتغالية | في لهجات وسط البرازيل             | verde      | [ˈveɹdʒɪ]     | 'أخضر'        |                                                       |
| برتغالية | في لهجات أرياف جنوب ووسط البرازيل | temporal   | [tẽjpoˈɾaɹ]   | 'عاصفة مطرية' |                                                       |
| إسبانية  | بعض اللهجات                       | doscientos | [do̞ɹˈθje̞nto̞s] | 'مئتان'       |                                                       |
| فيتنامية | فيتنامية                          | rơ         | [ɹɤ]          | 'نظّف'         |                                                       |